# بخش مرکزی شهرستان بجنورد
بخش مرکزی شهرستان بجنورد یکی از بخش‌های شهرستان بجنورد در استان خراسان شمالی ایران است.

## تقسیمات کشوری
- بخش مرکزی شهرستان بجنورد
  - دهستان آلاداغ
  - دهستان باباامان
  - دهستان بدرانلو

شهرها: بجنورد

## جمعیت
بنابر سرشماری مرکز آمار ایران، جمعیت بخش مرکزی شهرستان بجنورد در سال ۱۳۸۵ برابر با ۲۴۲۸۵۷ نفر بوده است.